# Kieren Perkins
Pour les articles homonymes, voir Perkins.
Kieren Perkins, né le 14 août 1973 à Brisbane, est un ancien nageur australien spécialiste des épreuves de fond en nage libre (du 400 au 1 500 m),,.
Le 7 novembre 2020, il est nommé Président de la Fédération australienne de natation, la Swimming Australia (en).

## Palmarès

### Jeux olympiques
- Jeux olympiques de 1992 à Barcelone (Espagne) :
  -  Médaille d'or du 1 500 mètres nage libre.
  -  Médaille d'argent du 400 mètres nage libre.

- Jeux olympiques de 1996 à Atlanta (États-Unis) :
  -  Médaille d'or du 1 500 mètres nage libre.

- Jeux olympiques de 2000 à Sydney (Australie) :
  -  Médaille d'argent du 1 500 mètres nage libre.

### Championnats du monde
- Championnats du monde 1991 à Perth (Australie) :
  -  Médaille d'argent du 1 500 mètres nage libre.

- Championnats du monde 1994 à Rome (Italie) :
  -  Médaille d'or du 400 mètres nage libre
  -  Médaille d'or du 1 500 mètres nage libre

## Records

### Record du monde du1 500m nage libre
- 14 min 48 s 40, le 5 avril 1992 à Canberra.
- 14 min 43 s 48, le 31 juillet 1992 à Barcelone, lors de la finale des Jeux olympiques.
- 14 min 41 s 66, le 24 août 1994 à Victoria.

## Récompenses et distinctions
- Young Australian of the Year 1992